# Aston Martin Racing
L'Aston Martin Racing è una squadra motoristica inglese formatasi nel 2004 come collaborazione tra la casa automobilistica Aston Martin e il gruppo ingegneristico Prodrive.

## Storia

### La nascita del reparto corse Aston Martin e i suoi primi debutti
Nel 2004, Aston Martin assembla il suo reparto corse ufficiale partecipando con vari modelli alla European Le Mans Series e alla 1000 km del Nürburgring vincendo nel 2009. I modelli principali sono la Lola B09/60, partecipante alla 24 Ore di Le Mans, e vari modelli della serie Gran Turismo, quali: 
- Aston Martin DBR9 del 2005;
- Aston Martin DBRS9 del 2005 serie GT3;
- Aston Martin Vantage GTE del 2012, partecipante alla Le Mans Series;
- Aston Martin Vantage GT3, della categoria GT3;
- Aston Martin Vantage GT4, per i campionati minori;
- Aston Martin Vantage GT4-100, Vantage GT4 in edizione speciale per il centenario del marchio, con alcuni privilegi e vantaggi, come i 45 CV di potenza in più rispetto alla normale GT4.

È prevista inoltre la produzione di una Aston Martin V12 Zagato per le competizioni, forse in sostituzione alla Vantage GTE, ritenuta troppo pericolosa e difficile da controllare sul bagnato dalla stessa casa automobilistica, a causa della trazione posteriore. 

### Aston Martin nel WEC con una squadra ufficiale
La casa automobilistica ha partecipato spesso ai campionati Endurance della serie Le Mans (per la prima volta nel 1956 col modello DBR1 dove però non vinse) e ha riportato diverse vittorie; alcuni piloti hanno perso la vita guidando per la casa dalle 2 ali il 22 giugno 2013, Allan Simonsen, a bordo della Vantage GTE, ha perso la vita in un incidente nella prima mezz'ora di gara alla curva Tetre Rouge del tracciato francese della Sarthe. Nelle stagioni successive Aston Martin non ha portato molti risultati soddisfacenti vincendo solo qualche titolo piloti nel 2014 e nel 2017. Nel 2018 Aston Martin presenta una nuova versione della Vantage presentando anche una nuova versione la Vantage AMR (come sostituta della Vantage V8), la prima stagione con una vettura interamente nuova è stata difficile terminando ultima nel campionato costruttori per le GT Endurance; nella stagione 8 del WEC, Aston Martin conclude con le sue 3 vetture in prima, terza e ottava posizione vincendo il titolo costruttori. Nel dicembre 2020 Aston Martin ufficializza la chiusura del programma GT Factory nelle categorie endurance, ma rimanendo come fornitore tecnico per le squadre private.

## Le vetture di Aston Martin nelle competizioni endurance

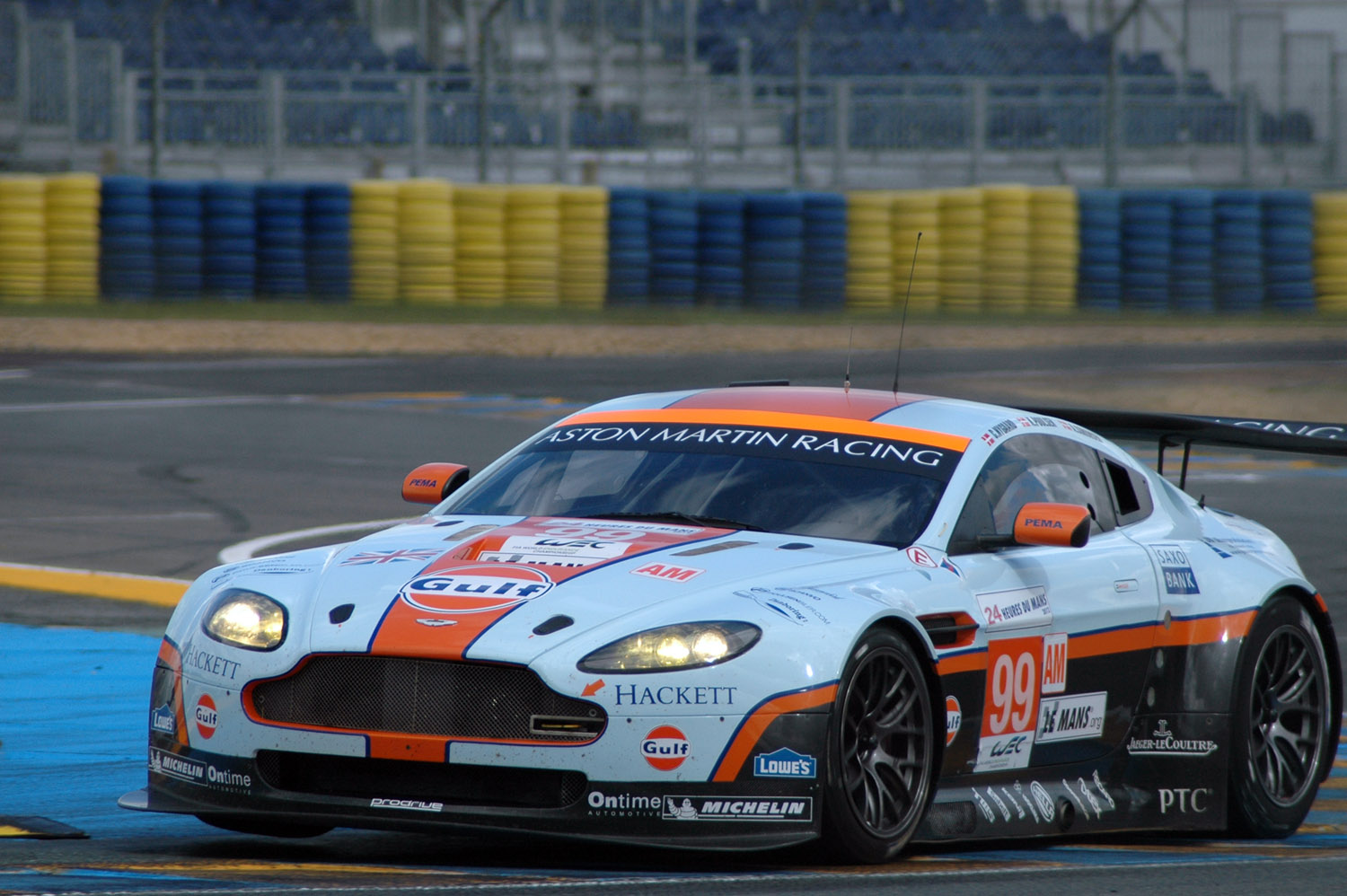
Aston Martin Vantage GT2, guidata da Allan Simonsen durante il 2012 a Le Mans
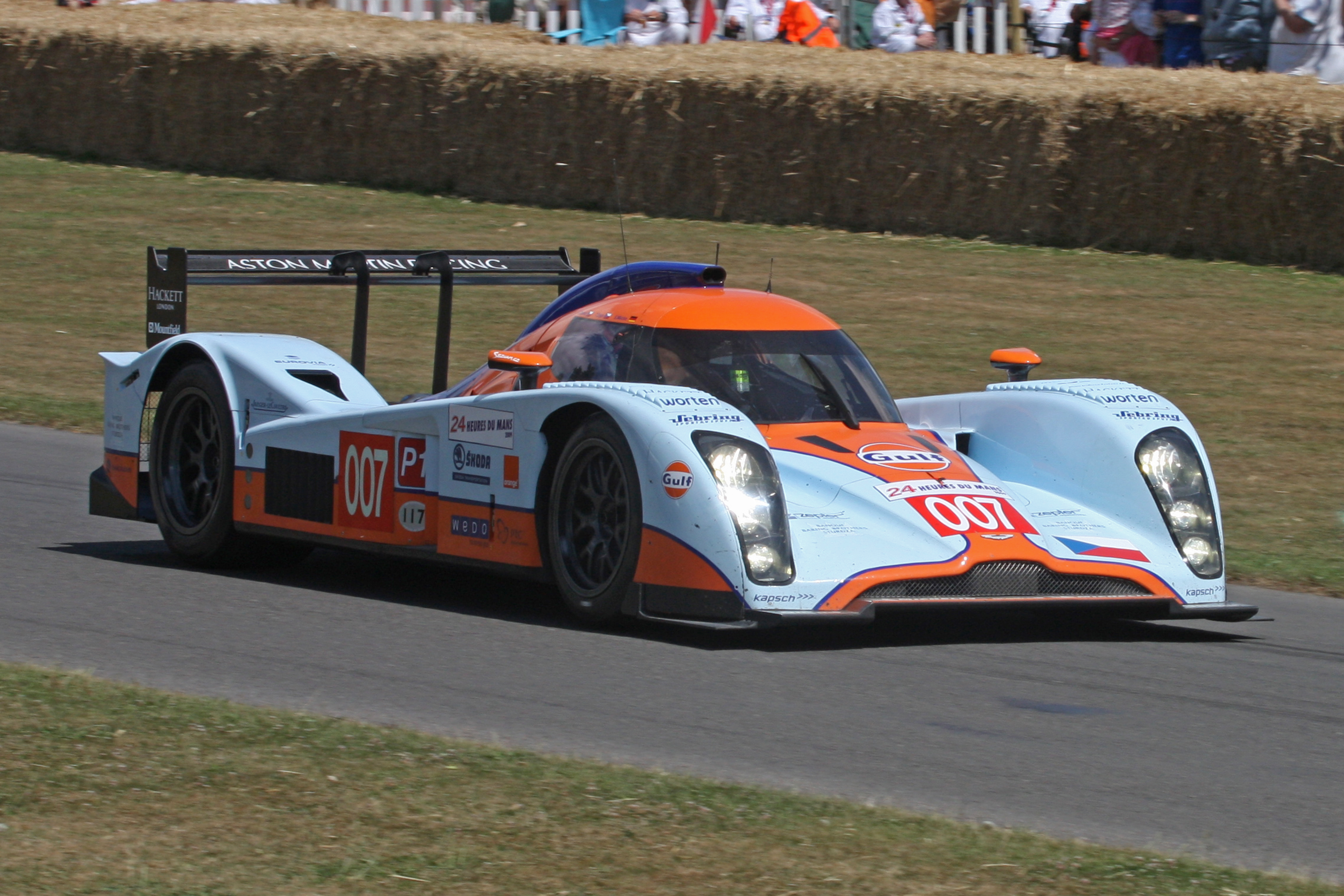
Aston Martin LMP1 Lola del 2009
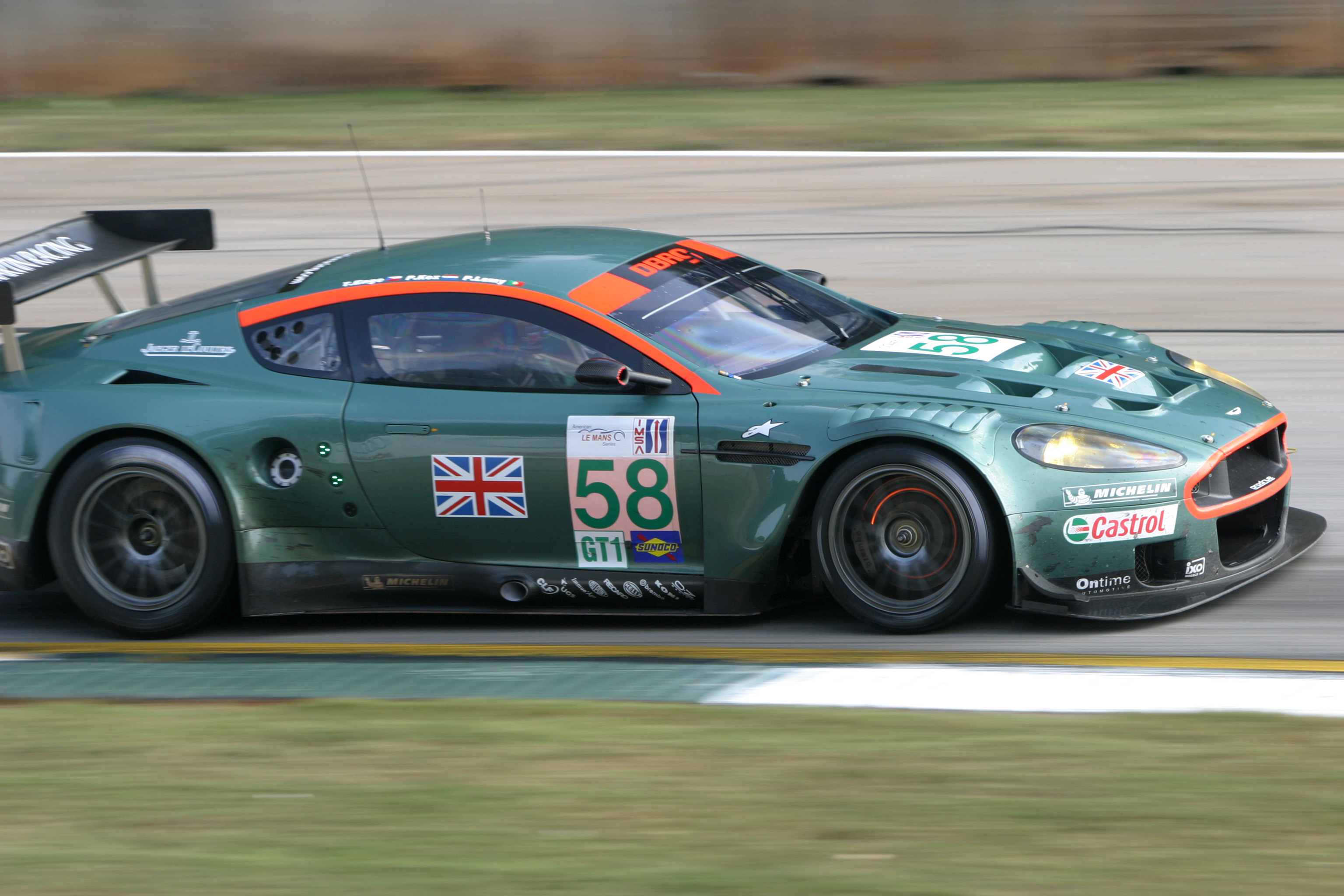
Aston Martin DBR9
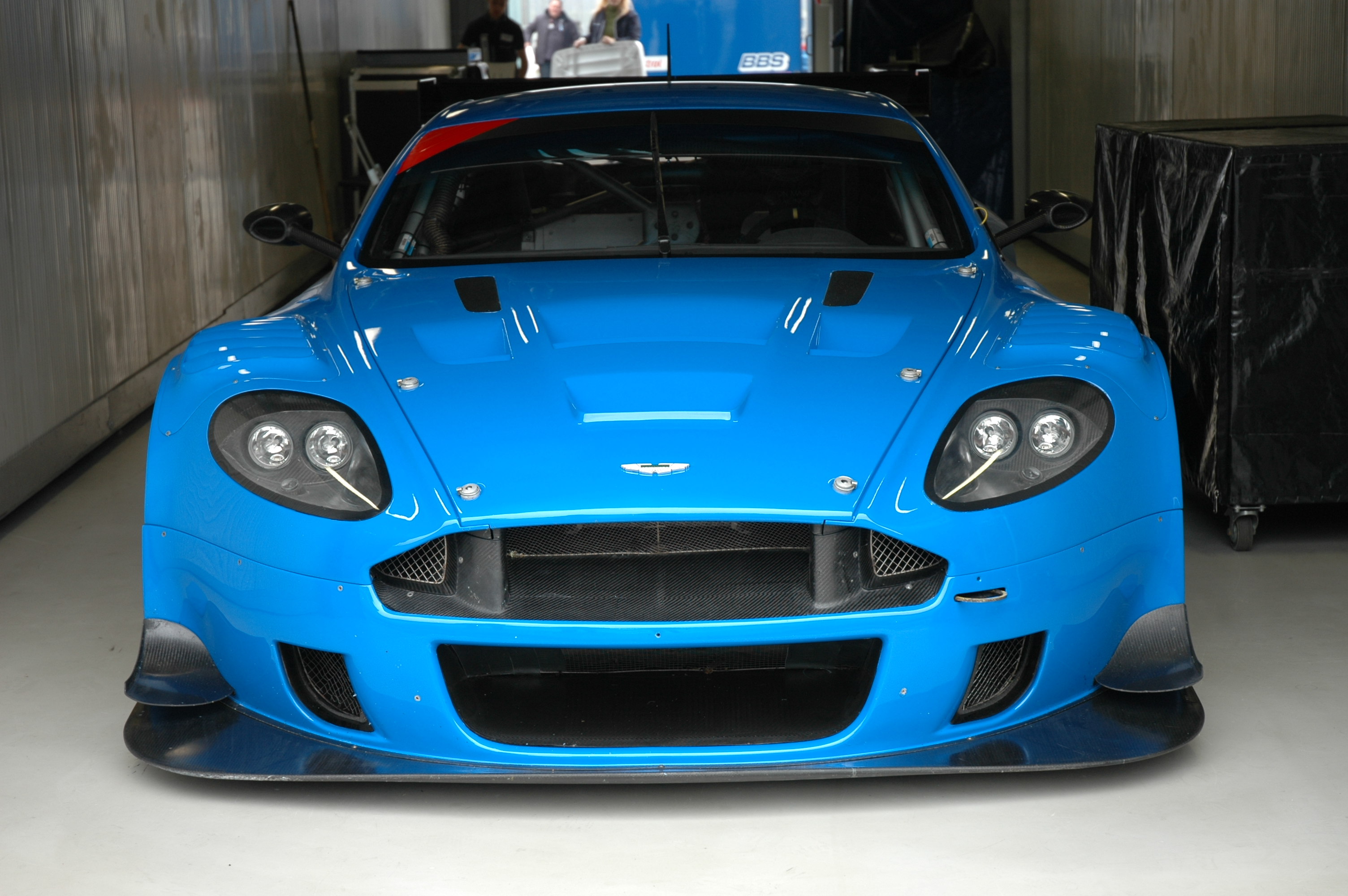
Frontale di una Aston Martin DBR9
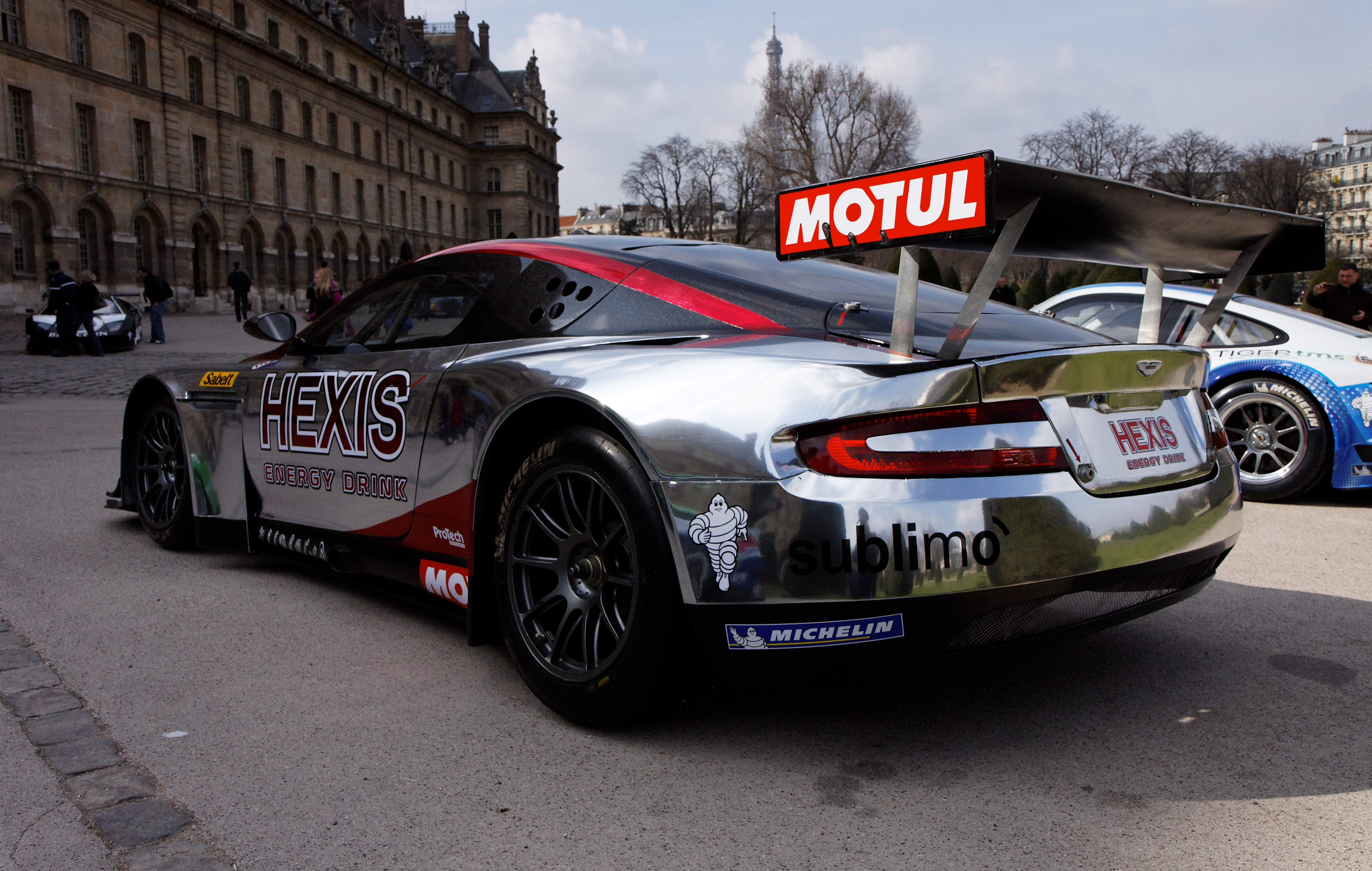
Aston Martin DBRS9
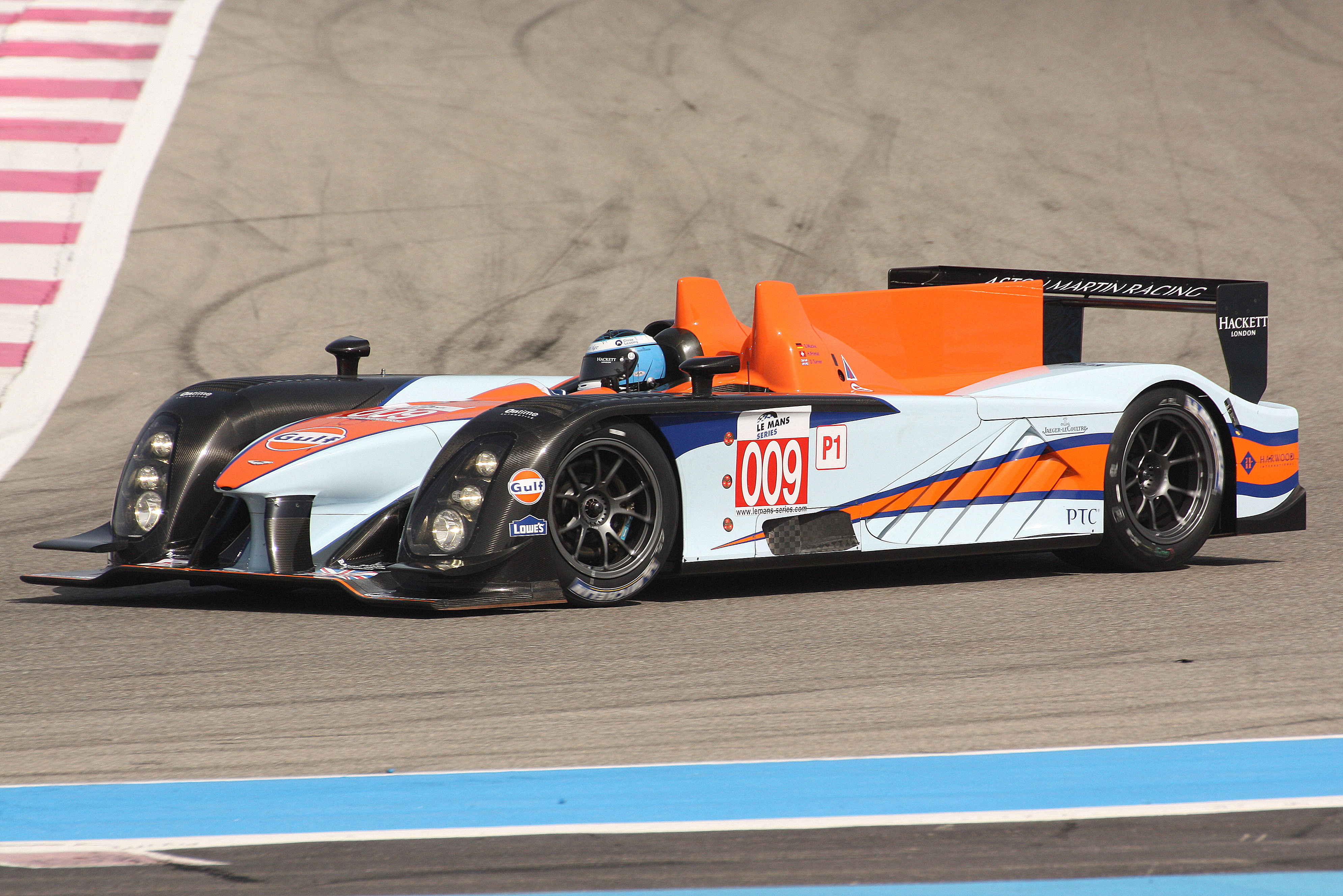
Aston Martin AMR-One, debuttata alla 6 Ore di Castellet nel 2011
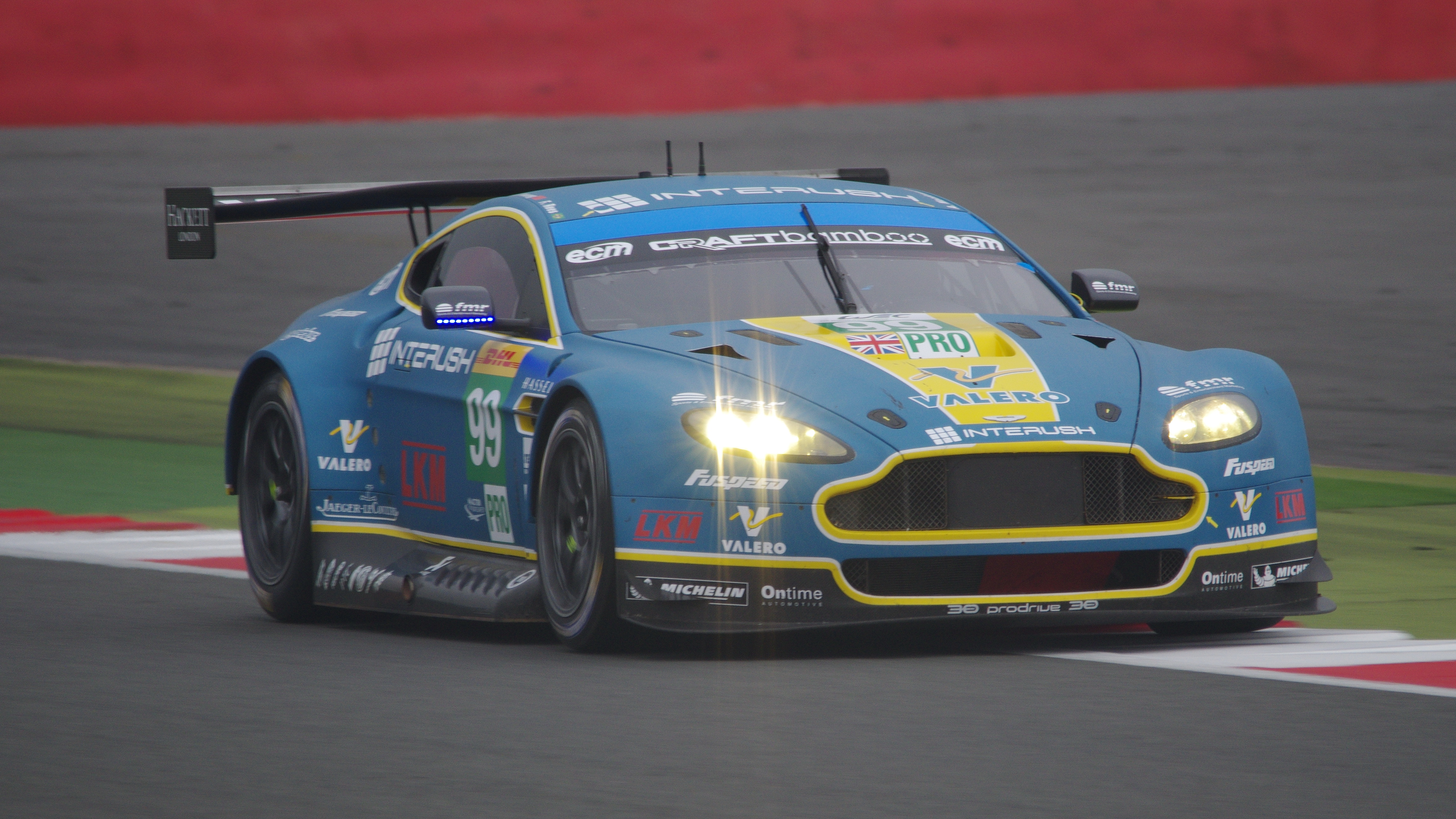
La Aston Martin Vantage V8 GT che disputò il WEC dal 2014 alla stagione 2017 portando in casa poche vittorie, qui la #99 LMGTE PRO alla 6 Ore di Silverstone
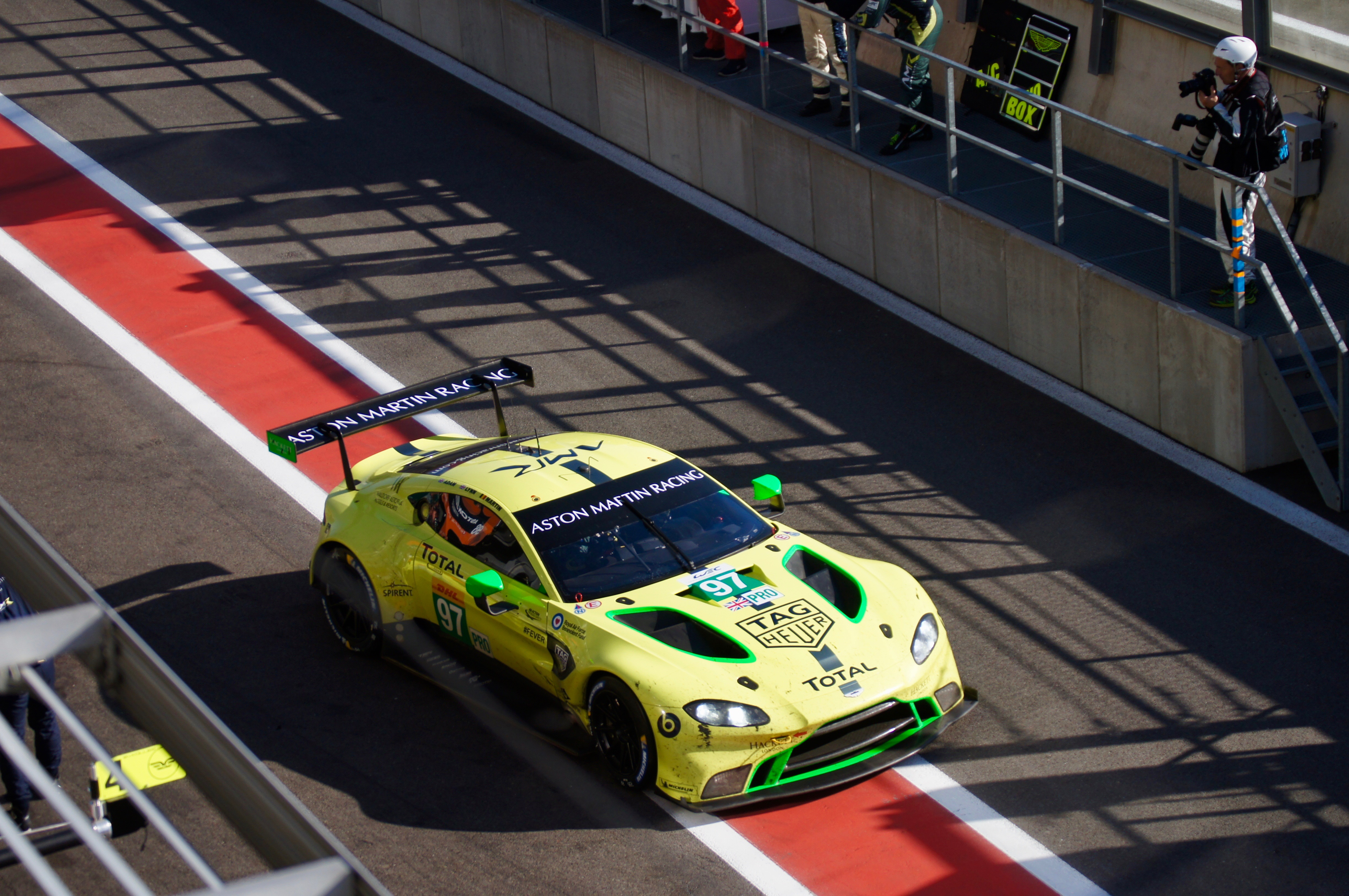
La Aston Martin Vantage AMR, debutta nel WEC nella superseason 2018-2019; la vettura del brand dalle 2 ali ha ottenuto poco nella categoria vincendo solo nella stagione 2019-2020 col titolo piloti e quello costruttori. Qui la #97 LMGTE PRO, ai test pre-season al circuito di Barcelona-Catalunya